# Сангаре, Назим
Назим Сангаре (тур. и нем. Nazım Sangaré; 30 мая 1994, Кёльн, Германия) — турецкий и немецкий футболист, защитник клуба «Фатих Карагюмрюк». Выступал за сборную Турции.

## Биография
Родился 30 мая 1994 года в немецком городе Кёльн. Его мать Айсе имеет турецкое происхождение, а отец Ибрагим — выходец из Гвинеи.

### Клубная карьера
Начинал заниматься футболом в командах «Виктория Торр» и «Бедбургер». С 2008 по 2012 год находился в системе клуба «Алемания», откуда в 2012 году перешёл в «Боруссию» (Мёнхенгладбах), где провёл сезон в молодёжной команде. Профессиональную карьеру начал после возвращения в «Алеманию» в 2013 году и в свой дебютный сезон сыграл 21 матч и забил гол в Регионаллиге. В 2014 году Сангаре перешёл в дюссельдорфскую «Фортуну», однако пробиться в основную команду не смог и на протяжении двух сезонов продолжал выступать в Регионаллиге за фарм-клуб «Фортуна II». В 2016 году подписал контракт с клубом третьей Бундеслиги «Оснабрюк». В начале сезона 2017/18 стал игроком клуба турецкой Суперлиги «Антальяспор».
19 сентября 2020 года Сангаре подписал 4-летний контракт с «Фенербахче». Стамбульский клуб заплатил за игрока сборной Турции 1,75 млн евро.

### Карьера в сборной
Впервые был вызван в сборную Турции в мае 2019 на товарищеские матчи с командами Греции и Узбекистана. Дебютировал за сборную 30 мая, в свой день рождения, отыграв полный матч против сборной Греции.